# Isopterygium fissum
Isopterygium fissum är en bladmossart som beskrevs av Hugh Neville Dixon 1935. Isopterygium fissum ingår i släktet Isopterygium och familjen Hypnaceae. Inga underarter finns listade i Catalogue of Life.